# Nemoria texana
Nemoria texana là một loài bướm đêm trong họ Geometridae.